# Réorganisation des corps d'infanterie français (1814)
Pour les articles homonymes, voir Réorganisation des corps d'infanterie français et Amalgame.
L'ordonnance du 12 mai 1814 est une ordonnance royale qui réorganise les corps de l'armée française après l'exil de Napoléon Ier à l'île d'Elbe. Elle est signée du roi Louis XVIII et du baron de Vitrolles, secrétaire d'État provisoire.
À son retour de l'île d'Elbe, le 1er mars 1815, Napoléon Ier prend, le 20 avril 1815, un décret qui rend aux anciens régiments d'infanterie de ligne les numéros qu'ils avaient perdus.

## Historique
Après un premier amalgame consistant en une réorganisation des deux armées françaises composées des régiments d'Ancien Régime et bataillons de volontaires nationaux en 1793 puis un second amalgame, en 1796, afin de mettre de l'ordre dans la confusion des corps d'infanterie, le Premier consul prescrivit, par décret du 1er vendémiaire an XII (24 septembre 1803), la réorganisation des corps d'infanterie (1803) afin de permettre une professionnalisation de l'armée.
Avec cette organisation l'armée française compta jusqu'à 156 régiments de ligne et 37 d'infanterie légère.
En 1814, après la campagne de France et la bataille de Paris, les troupes alliées entrent dans Paris et obligent, par le traité de Fontainebleau, Napoléon Ier à abdiquer, le 4 avril 1814, sans conditions.
Louis XVIII débarqué à Calais le 24 avril, fut reconnu le 2 mai comme roi de France et arrive à Paris le 3 mai. Il décide rapidement de réorganiser l'armée.
Il confirme le général Dupont dans ses fonctions de ministre de la Guerre.
Une ordonnance royale du 6 mai 1814 institua un conseil de la guerre chargé de réorganiser l'armée. Il fut composé des maréchaux Ney, Augereau et Macdonald, du ministre Dupont, des généraux Compans et Curial pour l'infanterie, Latour-Maubourg et Préval pour la cavalerie, Sorbier et Évain pour l'artillerie, Léry pour le génie, Kellermann pour la garde, du commissaire ordonnateur Marchand et de l'inspecteur aux revues Félix.
L'ordonnance du 12 mai réorganisa l'infanterie portant à quatre-vingt-dix le nombre des régiments d'infanterie de ligne et à quinze celui des régiments d'infanterie légère.
Cette réorganisation porte, dans un premier temps, principalement sur la numérotation des régiments en raison de la vacance de certaines unités et de la réduction des effectifs.
Les trente premiers régiments de ligne conservèrent leur numéro, les autres changèrent de numéro. C'est ainsi que les régiments sont numérotés, sans discontinuité, de 1 à 90 pour l'infanterie de ligne et de 1 à 15 pour l'infanterie légère.
Dans un second temps, les neuf premiers régiments prennent une dénomination de type Ancien Régime, en prélude à une dénomination généralisée.
Cette réorganisation permettait au roi, outre, de « déterminer la force et l'organisation de l'infanterie de l'armée française pour le pied de paix », l'abandon du drapeau tricolore avec lequel l'armée s'est battue pendant plus de vingt ans au profit du drapeau blanc du royaume de France et de rompre avec les fastes militaires de l'Empire.
L’article 8 indique en effet : « II y aura par régiment un drapeau, dont le fond sera blanc, portant l’écusson de France et la désignation du régiment. Le modèle nous en sera présenté par le ministre de la Guerre, et les drapeaux, seront donnés aux régiments à l'époque que nous fixerons. Outre le drapeau de chaque régiment, chaque bataillon aura un fanion, dont la couleur et les dimensions seront déterminées d'une manière uniforme pour tous les régiments, par un règlement du ministre de la Guerre. »
Une ordonnance du 15 mai nomma le prince de Condé colonel général de l'infanterie de ligne, le duc de Bourbon colonel général de l'infanterie légère, et le comte d'Artois colonel général des Suisses et de la Garde nationale.
À son retour de l'ile d'Elbe, le 1er mars 1815, Napoléon Ier, réorganisa les différents corps de l'armée. Un décret du 20 avril 1815 rendit aux anciens régiments d'infanterie de ligne les numéros qu'ils avaient perdus sous la Première Restauration.
En réponse à ce décret et au ralliement de l'armée à l'Empereur, Louis XVIII prend, le 23 avril suivant, une ordonnance concernant le licenciement de l'armée. Les ordonnances royales de Gand et de Cambrai, des 17 et 27 juin 1815, prises par Louis XVIII qui créaient deux nouveaux corps d'infanterie légère sous les dénominations de régiment de la Couronne et de régiment du Nord ne furent pas achevées.

## Conséquences
En revenant sur le trône en 1814, Louis XVIII multiplie les décisions maladroites et s'aliène une partie de la population. Pendant que les autorités font construire une chapelle expiatoire en la mémoire de Louis XVI et Marie-Antoinette, la Grande Armée ne reçoit pas l'ombre d'un hommage, bien au contraire, car Louis XVIII considère qu'il est inutile d'encenser une armée vaincue.
Avec cette ordonnance, Louis XVIII continue de dénigrer l'action de l'armée en réduisant les effectifs de l'armée et en restituant le drapeau blanc du royaume de France, aux dépens du drapeau tricolore, révolutionnaire, avec lequel l'armée a combattu depuis 1792.
Ainsi, des soldats français sont morts pour leur pays en héros mais sont complètement oubliés par le nouveau régime ce qui frustre beaucoup. De plus, c'est parce qu'ils ont perdu en défendant la nation qu'ils sont relégués au ban de la société.
À la suite de cette ordonnance, une bonne partie des soldats napoléoniens sont mis à la retraite ou en disponibilité forcée et sont contraints de vivre à demi-solde, ce qui les exaspère.
Le concept de nationalisme échappe alors complètement au roi et à ses conseillers, ce qui fait le jeu de Napoléon Ier, qui se réclame de ce nationalisme. Cette ordonnance met l'armée française à dos du nouveau régime et le prive du soutien nécessaire au combat contre Napoléon lors de son « vol de l'aigle », condamnant la monarchie à l'exil et instaurant le régime des Cent-Jours.
En effet nombre de soldats se rallient à l'Empereur pour cette raison, considérant qu'ils servent un ingrat en la personne du roi.

## Amalgames des unités et répartition
Les 30 premiers régiments de ligne conservèrent leur numéro, les autres changèrent de numéro en raison de la vacance de certaines unités et l'ensemble des régiments de ligne à partir du 112e régiment d'infanterie de ligne (jusqu'au 156e régiment d'infanterie de ligne) ainsi que des régiments légers à partir du 16e régiment d'infanterie légère (jusqu'au 37e régiment d'infanterie légère) furent licenciés et leur personnel fut versé dans les corps conservés conformément à la répartition faite par le ministre de la Guerre.

Ainsi, les débris du 145e régiment d'infanterie de ligne sont incorporés dans le 16e régiment d'infanterie de ligne le 27 juillet 1814.

### Régiments de ligne
II y aura quatre-vingt-dix régiments d'infanterie de ligne formés à trois bataillons de six compagnies, dont deux d'élite.
Les trente premiers régiments de ligne conservent leurs numéros.
| - Le 32e régiment prend le no 31. - Le 33e régiment prend le no 32. - Le 34e régiment prend le no 33. - Le 35e régiment prend le no 34. - Le 36e régiment prend le no 35. - Le 37e régiment prend le no 36. - Le 38e régiment d'infanterie de ligne est vacant. - Le 39e régiment prend le no 37. - Le 40e régiment prend le no 38. - Le 41e régiment d'infanterie de ligne est vacant. - Le 42e régiment prend le no 39. - Le 43e régiment prend le no 40. - Le 44e régiment prend le no 41. - Le 45e régiment prend le no 42. - Le 46e régiment prend le no 43. - Le 47e régiment prend le no 44. - Le 48e régiment prend le no 45. - Le 49e régiment d'infanterie de ligne est vacant. - Le 50e régiment prend le no 46. - Le 51e régiment prend le no 47. - Le 52e régiment prend le no 48. - Le 53e régiment prend le no 49. - Le 54e régiment prend le no 50. - Le 55e régiment prend le no 51. - Le 56e régiment prend le no 52. - Le 57e régiment prend le no 53. - Le 58e régiment prend le no 54. - Le 59e régiment prend le no 55. - Le 60e régiment prend le no 56. - Le 61e régiment prend le no 57. - Le 62e régiment prend le no 58. - Le 63e régiment prend le no 59. - Le 64e régiment prend le no 60. - Le 65e régiment prend le no 61. - Le 66e régiment prend le no 62. - Le 67e régiment prend le no 63. - Le 68e régiment d'infanterie de ligne est vacant. - Le 69e régiment prend le no 64. - Le 70e régiment prend le no 65. - Le 71e régiment d'infanterie de ligne est vacant. | - Le 72e régiment prend le no 66. - Le 73e régiment d'infanterie de ligne est vacant. - Le 74e régiment d'infanterie de ligne est vacant. - Le 75e régiment prend le no 67. - Le 76e régiment prend le no 68. - Le 77e régiment d'infanterie de ligne est vacant. - Le 78e régiment d'infanterie de ligne est vacant. - Le 79e régiment prend le no 69. - Le 80e régiment d'infanterie de ligne est vacant. - Le 81e régiment prend le no 70. - Le 82e régiment prend le no 71. - Le 83e régiment d'infanterie de ligne est vacant. - Le 84e régiment prend le no 72. - Le 85e régiment prend le no 73. - Le 86e régiment prend le no 74. - Le 87e régiment d'infanterie de ligne est vacant. - Le 88e régiment prend le no 75. - Le 89e régiment d'infanterie de ligne est vacant. - Le 90e régiment d'infanterie de ligne est vacant. - Le 91e régiment d'infanterie de ligne est vacant. - Le 92e régiment prend le no 76. - Le 93e régiment prend le no 77. - Le 94e régiment prend le no 78. - Le 95e régiment prend le no 79. - Le 96e régiment prend le no 80. - Le 97e régiment d'infanterie de ligne est vacant. - Le 98e régiment d'infanterie de ligne est vacant. - Le 99e régiment d'infanterie de ligne est vacant. - Le 100e régiment prend le no 81. - Le 101e régiment prend le no 82. - Le 102e régiment prend le no 83. - Le 103e régiment prend le no 84. - Le 104e régiment prend le no 85. - Le 105e régiment prend le no 86. - Le 106e régiment prend le no 87. - Le 107e régiment prend le no 88. - Le 108e régiment prend le no 89. - Le 109e régiment d'infanterie de ligne est vacant. - Le 110e régiment d'infanterie de ligne est vacant. - Le 111e régiment prend le no 90. |

Les nouveaux régiments furent formés de la manière suivante :
- Le régiment du Roi formé à Paris, avec le 1er régiment d'infanterie de ligne et le 3e bataillon du 135e régiment d'infanterie de ligne ;
- Le régiment de la Reine formé à Paris, avec le 2e régiment d'infanterie de ligne ;
- Le régiment du Dauphin formé à Douai, avec le 3e régiment d'infanterie de ligne et le 1er bataillon du 3e régiment de voltigeurs de la Garde impériale ;
- Le régiment de Monsieur formé à Nancy, avec le 4e régiment d'infanterie de ligne, le 2e bataillon du 113e régiment d'infanterie de ligne, le 2e bataillon du 137e régiment d'infanterie de ligne et le 1er bataillon du 4e régiment de voltigeurs de la Garde impériale ;
- Le régiment d'Angoulême formé à Grenoble, avec le 5e régiment d'infanterie de ligne, le 1er bataillon du 114e régiment d'infanterie de ligne et le 1er bataillon du régiment de flanqueurs-grenadiers de la Garde impériale ;
- Le régiment de Berri, avec le 6e régiment d'infanterie de ligne, le 2e bataillon du 131e régiment d'infanterie de ligne et le 2e bataillon du régiment de flanqueurs-grenadiers de la Garde impériale ;
- Le régiment d'Orléans, avec le 7e régiment d'infanterie de ligne, les 1er et 2e bataillons du 112e régiment d'infanterie de ligne et le 3e bataillon du régiment de flanqueurs-grenadiers de la Garde impériale ;
- Le régiment de Condé, avec le 8e régiment d'infanterie de ligne, les 1er, 4e, 6e et 7e bataillons du 122e régiment d'infanterie de ligne et le 1er bataillon du 2e régiment de tirailleurs de la Garde Impériale ;
- Le régiment de Bourbon, avec le 9e régiment d'infanterie de ligne et les 2e et 7e bataillons du 37e régiment d'infanterie légère ;
- Le régiment Colonel-Général, avec le 10e régiment d'infanterie de ligne, le 2e bataillon du 114e régiment d'infanterie de ligne, le 4e bataillon du 118e régiment d'infanterie de ligne et le 1er bataillon du régiment de flanqueurs-chasseurs de la Garde impériale.

### Régiments d'infanterie légère
Il y aura quinze régiments d'infanterie légère formés à trois bataillons de six compagnies, dont deux d'élite.
Les quinze premiers régiments conserveront leurs numéros, les autres sont dissous.
- Le 1er régiment d'infanterie légère prend la dénomination de régiment léger du Roi. Formé à 3 bataillons, il incorpore le 19e régiment d'infanterie légère, le 2e bataillon du 14e régiment de tirailleurs (jeune Garde), 6e bataillon du 17e régiment d'infanterie légère et des détachements des 28e et 31e régiments d'infanterie légère;
- le 2e régiment d'infanterie légère prend la dénomination de régiment léger de la Reine et reçoit les 1er et 2e bataillons du 23e régiment d'infanterie légère;
- le 3e régiment d'infanterie légère prend la dénomination de régiment léger de Dauphin et incorpore les 1er et 7e bataillons du 21e régiment d'infanterie légère;
- le 4e régiment d'infanterie légère prend la dénomination de régiment léger de Monsieur ;
- le 5e régiment d'infanterie légère prend la dénomination de régiment léger d'Angoulême ;
- le 6e régiment d'infanterie légère prend la dénomination de régiment léger de Berri.
- le 7e régiment d'infanterie légère garde sa dénomination. Formé à 3 bataillons, il incorpore les débris des 20e et 26e régiments d'infanterie légère et les 5e et 6e bataillons du 21e régiment d'infanterie légère
- le 8e régiment d'infanterie légère garde sa dénomination. Formé à 4 bataillons, il reçoit les 3e et 4e bataillons du 18e régiment d'infanterie légère et la totalité du 34e régiment d'infanterie légère
- le 9e régiment d'infanterie légère garde sa dénomination et reçoit les 1er et 4e bataillons du 36e régiment d'infanterie légère[8]
- le 10e régiment d'infanterie légère garde sa dénomination et reçoit les 1er, 2e et 3e bataillons du 17e régiment d'infanterie légère
- le 11e régiment d'infanterie légère garde sa dénomination
- le 12e régiment d'infanterie légère garde sa dénomination. Formé à 3 bataillons, il reçoit les débris des 16e et 28e régiments d'infanterie légère
- le 13e régiment d'infanterie légère garde sa dénomination
- le 14e régiment d'infanterie légère garde sa dénomination et reçoit les 5e, 6e et 7e bataillons du 18e régiment d'infanterie légère
- le 15e régiment d'infanterie légère garde sa dénomination.  Formé à 2 bataillons, il incorpore les restes des 3e, 4e et 5e bataillons du 23e régiment d'infanterie légère et le fond du 1er régiment de voltigeurs de la Garde.

Régiment d'infanterie légère dissous
- le 16e régiment d'infanterie légère est versé dans le 12e régiment d'infanterie légère
- le 17e régiment d'infanterie légère : les 1er, 2e et 3e bataillons entrèrent dans la composition du 10e régiment d'infanterie légère, le 4e bataillon dans le 57e régiment de ligne, le 5e bataillon dans le 100e régiment de ligne et le 6e bataillon dans le 1er régiment d'infanterie légère.
- le 18e régiment d'infanterie légère : les 1er et 2e bataillons sont versés dans le 35e régiment d'infanterie de ligne les 3e et 4e bataillons sont versés dans le 8e régiment d'infanterie légère et les 5e, 6e et 7e bataillons sont versés dans le 14e régiment d'infanterie légère.
- le 19e régiment d'infanterie légère est versé dans le 1er régiment d'infanterie légère
- le 20e régiment d'infanterie légère est versé dans le 7e régiment d'infanterie légère
- le 21e régiment d'infanterie légère : les 1er et 7e bataillons  entrent dans la composition du 3e régiment d'infanterie légère, les 2e, 3e et 4e bataillons sont versés dans le 46e régiment d'infanterie de ligne et les 5e et 6e bataillons sont versés dans le 7e régiment d'infanterie légère.
- le 22e régiment d'infanterie légère : Le 3 bataillons sont versés dans le 35e régiment d'infanterie de ligne
- le 23e régiment d'infanterie légère : les 1er et 2e bataillons sont versés dans le 2e régiment d'infanterie légère et les 3e, 4e et 5e bataillons dans le 15e régiment d'infanterie légère
- le 24e régiment d'infanterie légère :
- le 25e régiment d'infanterie légère :
- le 26e régiment d'infanterie légère : des détachements sont versés dans le 7e régiment d'infanterie légère
- le 27e régiment d'infanterie légère :
- le 28e régiment d'infanterie légère : des détachements sont versés dans le 1er régiment d'infanterie légère et le reste dans le 12e régiment d'infanterie légère
- le 29e régiment d'infanterie légère :
- le 30e régiment d'infanterie légère :
- le 31e régiment d'infanterie légère : des détachements sont versés dans le 1er régiment d'infanterie légère
- le 32e régiment d'infanterie légère :
- le 33e régiment d'infanterie légère :
- le 34e régiment d'infanterie légère est versé en totalité dans le 8e régiment d'infanterie légère.
- le 35e régiment d'infanterie légère :
- le 36e régiment d'infanterie légère : les 1er et 4e bataillons sont versés dans le 9e régiment d'infanterie légère.
- le 37e régiment d'infanterie légère :